# Ateleute isocela
Ateleute isocela är en stekelart som först beskrevs av André Seyrig 1952.  Ateleute isocela ingår i släktet Ateleute och familjen brokparasitsteklar. Inga underarter finns listade.